# Miloslav Berka
Miloslav Berka (23. srpna 1892, Praha - 26. září 1942, Hohenasperg, Ludwigsburg, Nacistické Německo) byl příslušník československých legií v Rusku, československý voják (plukovník pěchoty) a příslušník ilegální odbojové (protinacistické) organizace Obrana národa. V odboji měl funkci velitele II. kraje (jihovýchod) Oblastního velitelství Obrany národa Velká Praha. Byl umučen v káznici Hohenasperg u Ludwigsburgu.

## Životopis

### Mládí a studia (1892 - 1914)
Miloslav Berka se narodil v Praze - Nuslích v rodině Marie Berkové (rozené Šmídové) a Františka Berky (* 27. listopadu 1863). Dne 16. února 1896 se rodina Berkových rozrostla o dalšího syna - Tomáše Berku. Otec v té době pracoval u Císařsko-královské státní dráhy jako vlakový průvodčí, ale původně byl lovčím u hraběte Czernina. Po absolvování základní školy pokračoval Miloslav Berka ve studiu na vyšším českém státní gymnázium na Královských Vinohradech. Studium ukončil 6. června 1912 maturitní zkouškou. Po maturitě nastoupil Miloslav Berka na úřednické místo v Praze. Jeho prvním zaměstnavatelem se stal Hospodářský úřad zemědělské rady v Praze. Po vypuknutí první světové války byl odveden dne 22. října 1914 do rakousko-uherské armády.

### V první světové válce, v zajetí a v legiích (1914 – 1920)
Po krátkém vojenském výcviku odjel Miloslav Berka (v hodnosti Fähnrich - ekvivalent praporčíka) jako velitel čety "Landwehr-Infanterie-Regiment Nr. 8" na východní bojiště. Jeho roční pobyt na ruské frontě ukončilo zajetí. Dne 8. července 1915 byl zajat u polského historického města Lublin. Krátký čas pobýval v ruském zajateckém táboře, ale již v říjnu 1915 si podal (v ukrajinském městě Borispol) přihlášku do československých legií. Do legií pak vstoupil 14. června 1916. Do důstojnického kurzu v Bělgorodě  byl odvelen 1. září 1916. Tento kurz se zaměřoval na výcvik instruktorů pro předpokládanou výstavbu vojenských jednotek z řad zajatců - dobrovolníků. Po návratu z důstojnického kurzu již vystupoval v hodnosti podporučíka a pracoval ve funkci náborového emisara (pracoval v komisi, která organizovala nábory dobrovolníků mezi zajatými českými a slovenskými vojáky v ruských zajateckých táborech). Později byl převelen k 1. československému střeleckému pluku – Mistra Jana Husi. Od července 1917 působil Miloslav Berka jako správce a později (od ledna 1918) fungoval jako referent kanceláře Odbočky československé národní rady v Petrohradě. K 1. říjnu 1918 byl povýšen do hodnosti kapitána. Konec první světové války (od listopadu 1918) prožil Miloslav Berka jako ubytovatel ministra vojenství. Dnem 18. ledna 1919 byl od vojenské správy převelen k vojenské skupině vlaku generála Milana Rastislava Štefánika. V čínské Šanghaji pak (v hodnosti majora) nastoupil dne 22. května 1919 na anglickou loď Neuralia s níž se nakonec dostal zpět do vlasti.

### Vojenská kariéra v prvorepublikové armádě (1920 – 1938)
Po návratu do vlasti pracoval Miloslav Berka jako referent na Ministerstvu národní obrany (MNO) v Praze. V období od března 1920 do září 1929 (a pak ještě krátce od února 1929 do března 1930) vykonával major (později pak podplukovník) Miloslav Berka funkci velitele speciální vojenské jednotky - "Hraničářského praporu 10". 
Dne 14. února 1920 uzavřel Miloslav Berka v kostele svaté Ludmily na Královských Vinohradech sňatek s Irenou Jeřábkovou (* 31. ledna 1897 v Chropyni) 
Během své vojenské kariéry působil Miloslav Berka v pražských kasárnách Jiřího z Poděbrad a později v hraničářských kasárnách ve východoslovenském Trebišově.
Miloslav Berka zpočátku vyučoval taktiku v kursu pro velitele oddílů a vojskových těles, později (od února roku 1932) se věnoval jako profesor taktiky tomuto předmětu na pražské Válečné škole. Od prosince 1933 byl několik let velitelem pěšího pluku 8. Později se Miloslav Berka stal zástupcem velitele pěchotního učiliště a v této funkci setrval (v hodnosti plukovníka) až do roku 1938.

### Mobilizace, Mnichov, protektorát (1938 – 1939)
V období od 15. října 1937 do 24. září 1938 velel plukovník generálního štábu československé armády Miloslav Berka 2. motorisované brigádě Konec roku 1938 (25. září 1938 - 22. října 1938) jej pak zastihl ve funkci velitele 2. motomechanisované brigády Po zřízení Protektorátu Čechy a Morava (po 15. březnu 1939) přešel plukovník Miloslav Berka pod MNO. Tady se začal připravovat k plnění pracovních úkolů směřujících k urychlené demobilizaci prvorepublikové československé armády.

### V odboji, Obrana národa

#### První kontakty s odbojem
Koncem března 1939, několik dní po ustavení protektorátu, navštívil Miloslava Berku v jeho kanceláři na Ministerstvu národní obrany (MNO) v Praze jeho známý z pražské Válečné školy plukovník Čeněk Kudláček, který Berku seznámil s připravovanými aktivitami "rady starších". Ta byla reprezentována několika představiteli tehdejší bývalé armádní generality (Hugo Vojta, Josef Bílý, Sergej Vojcechovský, Sergěj Ingr, ...). Kudláček nabídl Berkovi práci v ilegální organizaci Obrana národa. O několik dní později navštívil Miloslava Berku ve stejné věci i jeho známý z ruských legií bývalý divizní generál Bedřich Homola. Miloslav Berka se jevil jako vhodný kandidát na funkci velícího důstojníka Obrany národa. Pod maskou loajálního ministerského úředníka, člena jediné tehdy povolené politické strany - Národního souručenství a člověka s přístupem k mnoha cenným informacím se mohl ukrývat odbojář se zpravodajsky hodnotným potenciálem. Miloslav Berka svoji ilegální roli přijal i s ohledem na svého bratra Tomáše Berku, který hodlal pro odboj také pracovat. Oba bratři Berkové byli pověřeni vojenskými úkoly v okolí svého bydliště.

#### Práce Miloslava Berky v Obraně národa
Úkolem plukovníka Miloslava Berky bylo vybudovaní ilegálních vojenských jednotek (označených jako Praha XII, XIII a XIV), které by měly být schopny aktivně podpořit připravované povstání proti okupantům. Tyto cíle se ale nelehko utajovaly před represivními orgány nacistické okupační moci. Před první vlnou zatýkání v řadách členů Obrany národa (před Vánoci roku 1939) část bývalých důstojníků odešla za hranice protektorátu (mezi nimi například Čeněk Kudláček). Na vedoucích místech oslabená Obrana národa i přesto nadále vyvíjela ilegální činnost. Plukovník Miloslav Berka spolu se svým bratrem Tomášem Berkou a švagrem podplukovníkem Jaroslavem Hrabovským  museli zajišťovat personální náhrady za zatčené členy Obrany národa. V lednu roku 1940 navštívil dosluhujícího plukovníka Miloslava Berku na MNO jeho přítel plukovník Bohumil Boček, aby provedli vyhodnocení stavu ilegální organizace.

#### Schůzky představitelů ON
Na přelomu března 1940 a dubna 1940 se uskutečnily (v budově obchodní školy ve Vodičkově ulici poblíž Václavského náměstí) dvě důležité schůzky představitelů řídících složek pražské sekce Obrany národa.
Jedné z těchto schůzek se zúčastnil (vedle plukovníka Miloslava Berky) také generál Bedřich Homola, plukovník generálního štábu Josef Malý  (ve funkci zpravodajského důstojníka a adjutanta Bedřicha Homoly), podplukovník Josef Balabán, plukovník Josef Churavý (jako vedoucí V. oddělení) a také bratr Miloslava Berky Tomáš Berka. Cílem tohoto setkání byla změna strategie odbojové činnosti Obrany národa a také definování, jak pokračovat dále v pracích na výstavbě nově tvořícího se komanda Velká Praha. Velení této významné složky Obrany národa se jako první ujal plukovník Jaroslav Lisý (tomu významně pomáhal právě plukovník Miloslav Berka), krátce nato pak plukovník Fafek. Po jeho smrti (asi po třech týdnech) se funkce definitivně ujal plukovník Jaroslav Konečný.)
Prostory pražské kavárny Daliborka, která se nacházela ve Vodičkově ulici, byly oblíbeným místem opakovaných schůzek představitelů odboje.  Zde se scházeli ilegálové Berka, Jaroslav Lisý a Tomáš Plch při diskusích, jak zajistit velení a organizační strukturu skupiny Praha-Východ. Několik schůzek Miloslava Berky s jeho nadřízeným Bedřichem Homolou a Homolovým zástupcem Josefem Malým se konalo i na náměstí Wehrmachtplatz (náměstí Branné moci, dnešní Vítězné náměstí v Praze - Dejvicích)

#### V hledáčku gestapa
Postupem času začala být práce pro odboj pro Miloslava Berku nebezpečnější. Jeho bratr Tomáš Berka totiž unikl zatčení (v noci z 21. na 22. prosince 1939), přešel do ilegality a ukrýval se v západních Čechách, kde se podílel na činnosti Obrany národa. Počátkem ledna 1941 (2. ledna 1941) odmítl Miloslav Berka nabídku štábního kapitána Václava Morávka na odchod do zahraničí a byl tak neustále na území protektorátu v hledáčku německých policejních orgánů.
Spolupráce s plukovníkem Miloslavem Berkou tak byla nebezpečná i pro podplukovníka Josefa Balabána, který byl rovněž hledán německou policií. S Balabánem se Miloslav Berka sešel nejméně pětkrát a to na Karlově náměstí v Praze. (Balabán používal krycí jméno "Ing. Pavel".) Kromě Balabána se Miloslav Berka stýkal také s plukovníkem Otakarem Svitákem, majorem Janem Sadílkem a plukovníkem Maršalem.

#### Dotyk ruských agentů
Prostřednictvím manželky Ireny vyhledala Miloslava Berku v dubnu 1940 v jeho bytě paní Adéla Mahlerová  Mahlerová přišla ve společnosti bývalého kapitána československé armády Dytricha. Záminkou návštěvy byl údajně dopis od manžela Mahlerové. Ten byl v té době internován v SSSR. Mahlerová dopis dostala prostřednictvím neznámého muže. Mahlerová i Dytrich byli s největší pravděpodobností v kontaktu se sovětskou rozvědkou. (Podle gestapa patřila Adéla Mahlerová k ilegální skupině spolupracující s ruským agentem.) V této věci byla vyslýchána i manželka Miloslava Berky Irena Berková.  

### Zatčení, věznění, obvinění, ...

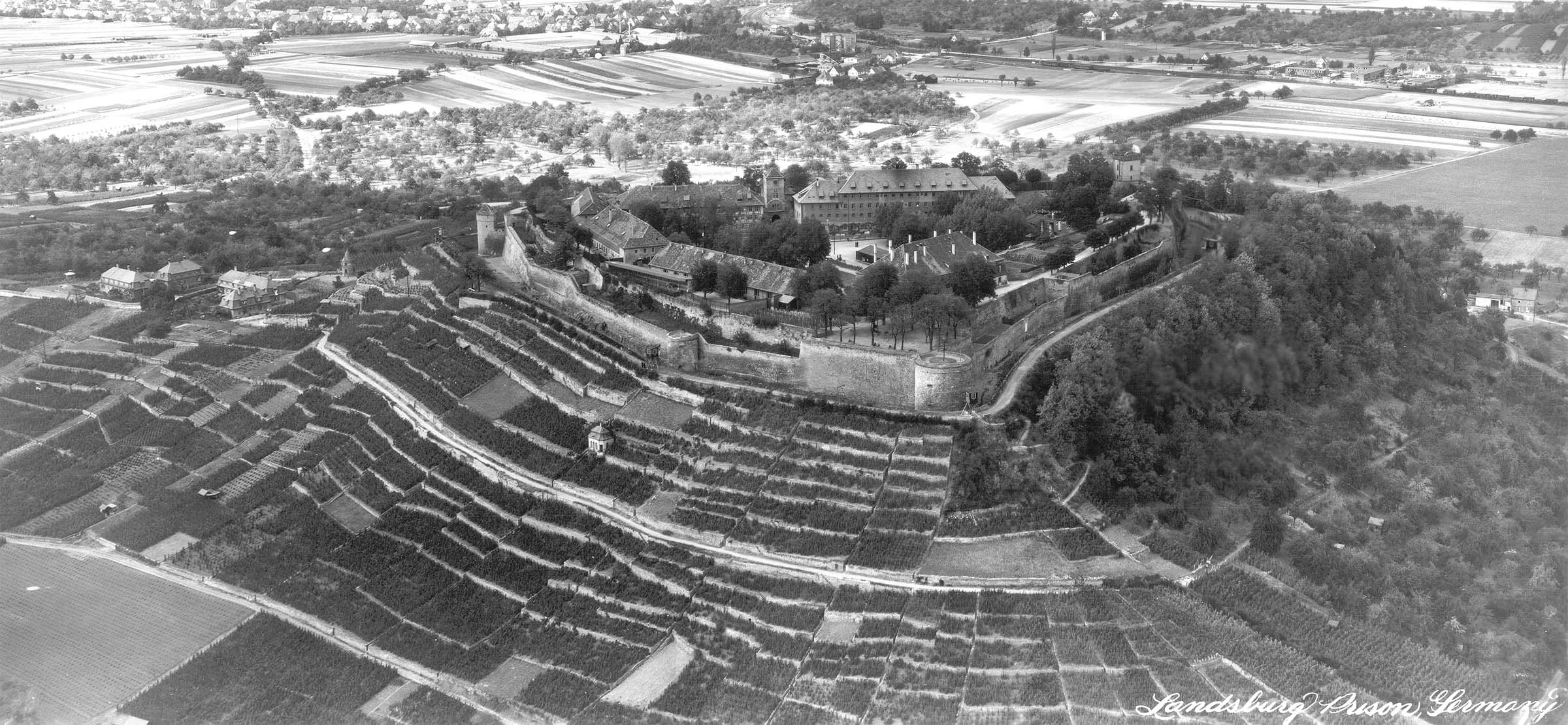
Historický snímek pevnosti Hohenasperg (rok 1950)

Plukovník Miloslav Berka byl oficiálně vrchním inspektorem ředitelství železnic v Praze, neoficiálně byl pod krycím jménem "Hlava" velitelem II. kraje Oblastního velitelství Obrany národa – Velká Praha. Poprvé byl gestapem zatčen 9. července 1940 v souvislosti s pátráním po jeho bratrovi Tomášovi. Do 21. srpna 1940 byl Miloslav Berka držen v zajišťovací vazbě a nejspíše pro důkazní nouzi (o jeho protistátní činnosti) byl propuštěn na svobodu. Dne 4. listopadu 1940 byl Miloslav Berka zatčen podruhé. Byl vězněn v pankrácké věznici. Obžaloba plukovníka Miloslava Berku vinila mimo jiného z porušení § 80 odst. 1, § 83 odst. 2) a 3), § 88, 89 říšského trestního zákoníku. (Všechna tato ustanovení zahrnovala trestné činy pod souhrnným názvem "velezrada a zemězrada".)
Pobyt ve vězení vyčerpával Miloslava Berku hlavně po zdravotní stránce neboť se u něj začala plně projevovat jeho plicní choroba - tuberkulóza.  Zmírnit nepříjemnou chorobu se snažila hlavně Berkova manželka Irena. Ta svému manželovi do věznice zasílala společně s hygienickými potřebami a nějakým drobným ošacením tolik potřebné vitamíny a léky.
Plánované slyšení v pátek 11. září 1942 v 9.00 hodin před I. senátem Volksgerichtshof nepřineslo v jeho případě žádnou změnu. Zhoršující se zdravotní stav Miloslava Berky vedl k tomu, že německý zdravotní rada Dr. Schneller nařídil dne 27. dubna 1942 převoz nemocného Miloslava Berky na infekční oddělení vězeňské nemocnice v Hohenaspergu, pobočky místní věznice Ludwigsburg.  Oficiální diagnóza ze dne 4. července 1942 specifikovala jeho vážný zdravotní stav jako "otevřenou oboustrannou plicní tuberkulózu". Plukovník Miloslav Berka se nikdy před porotu německého lidového soudu nedostal. Zemřel na následky vyčerpání spojené s těžkou tuberkulózou ráno v 7.45 hodin dne 26. září 1942 ve vězeňské nemocnici Hohenasperg Ludwigsburg. Jeho tělo bylo zpopelněno 28. září 1942 a německé úřady tak učinily na vlastní náklady.

### Po druhé světové válce
- Po druhé světové válce povýšen (in memoriam) dne 26. října 1946 do hodnosti brigádní generál.[7]
- Jeho jméno je uvedeno na památníku 2. světové války v Hrabyni[8]
- V Praze 4 má na hrobě rodiny Berkovy kenotaf[9]

## Galerie

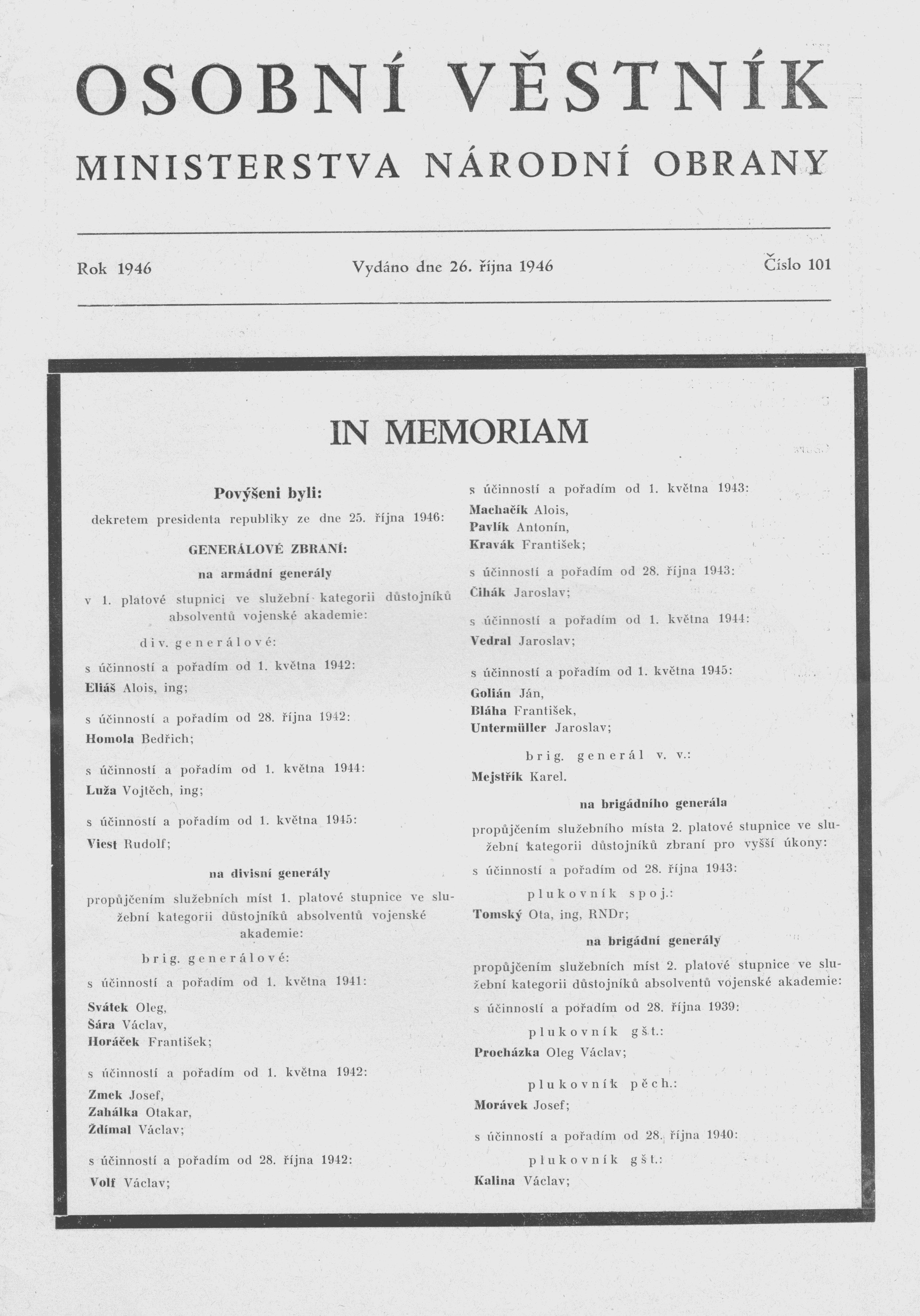
Osobní věstník MNO číslo 101, rok 1946 – titulní strana
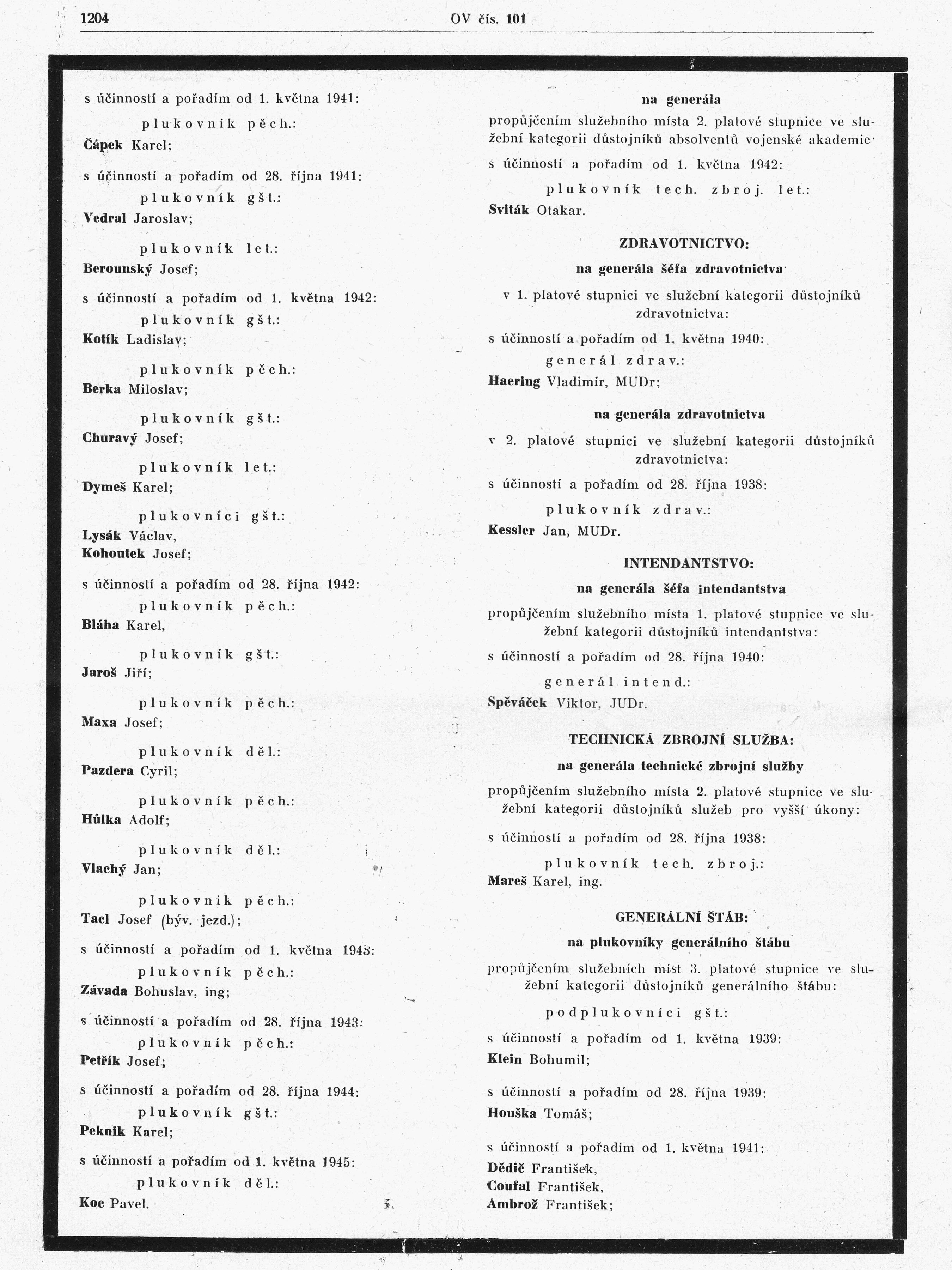
Osobní věstník MNO číslo 101, rok 1946 – strana 1204 s oznámením o povýšení
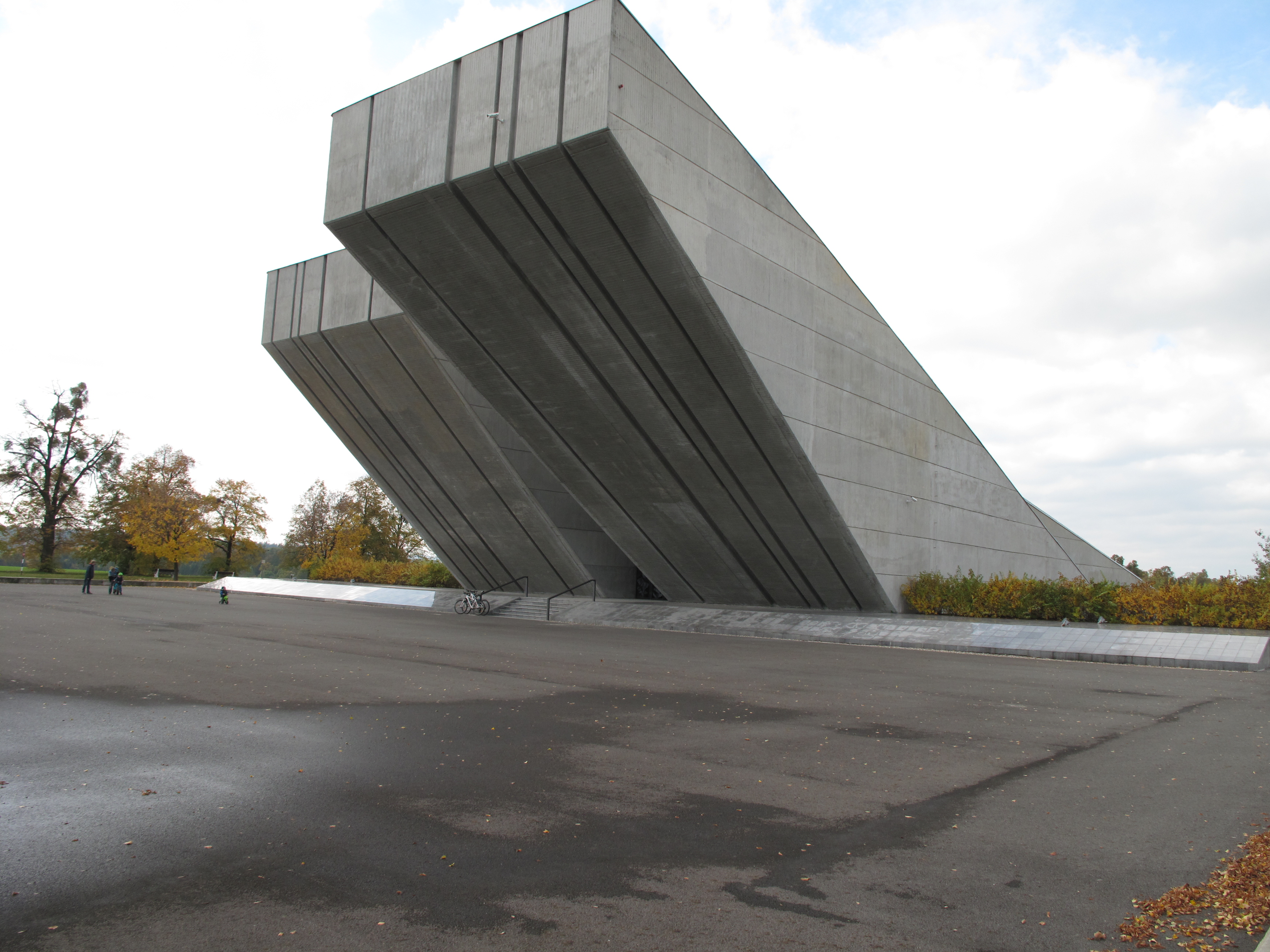
Památník druhé světové války v Hrabyni
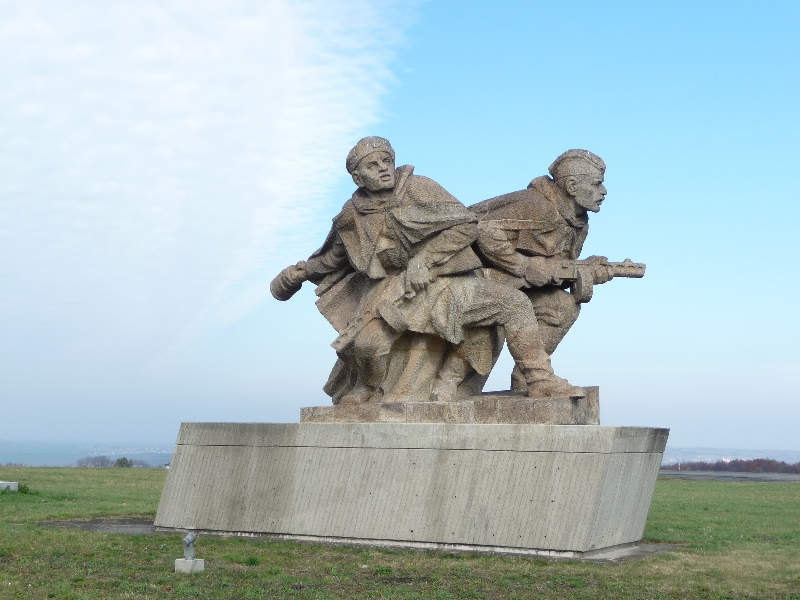
Památník druhé světové války v Hrabyni